# Paris-Nice 1935
Paris-Nice 1935 est la 3e édition de la course cycliste Paris-Nice. La course a lieu entre le 26 et le 30 mars 1935. La victoire revient au coureur français René Vietto, de l'équipe Helyett-Hutchinson.

## Participants
Dans cette édition de Paris-Nice, 111 coureurs participent. Parmi les participants, 48 sont des coureurs individuels et 63 sont membres d'équipes commerciales : Alcyon, Helyett, Tendil, Francis Pélissier, Peugeot, Genial-Lucifer, Delangle, France-Sport et Colin.

## Étapes
| Étapes                | Date    | Villes étapes          | km     | Vainqueur d’étape  | Leader du classement général |
| --------------------- | ------- | ---------------------- | ------ | ------------------ | ---------------------------- |
| 1re étape             | 26 mars | Paris-Dijon            | 304 km | Léon Le Calvez     | Léon Le Calvez               |
| 2e étape              | 27 mars | Dijon-Saint-Étienne    | 253 km | Antoine Dignef     | René Vietto et Benoît Faure  |
| 3e étape              | 28 mars | Saint-Étienne-Avignon  | 215 km | Henri Puppo        | René Vietto                  |
| 4e étape              | 29 mars | Avignon-Marseille      | 205 km | Raymond Louviot    | René Vietto                  |
| 5e étape, 1er secteur | 30 mars | Marseille-Toulon (clm) | 71 km  | Raoul Lesueur      | René Vietto                  |
| 5e étape, 2e secteur  | 30 mars | Toulon-Cannes          | 125 km | Félicien Vervaecke | René Vietto                  |
| 6e étape              | 31 mars | Cannes-Nice            | 135 km | Georges Speicher   | René Vietto                  |

## Résultats des étapes

### 1reétape
26-03-1935. Paris-Dijon, 304 km.
|   | Cycliste       | Équipe     | Temps           |
| - | -------------- | ---------- | --------------- |
| 1 | Léon Le Calvez | Delangle   | 8 h 01 min 03 s |
| 2 | Gustaaf Deloor | Colin      | m.t.            |
| 3 | Luigi Barral   | Individuel | m.t.            |

### 2eétape
27-03-1935. Dijon-Saint-Étienne, 253 km.
|   | Cycliste       | Équipe  | Temps           |
| - | -------------- | ------- | --------------- |
| 1 | Antoine Dignef | Colin   | 6 h 47 min 07 s |
| 2 | Romain Maes    | Alcyon  | + 5 min 19 s    |
| 3 | Dante Gianello | Peugeot | + 5 min 45 s    |

### 3eétape
28-03-1935. Saint-Étienne-Avignon, 215 km.
|   | Cycliste           | Équipe             | Temps           |
| - | ------------------ | ------------------ | --------------- |
| 1 | Henri Puppo        | Helyett-Hutchinson | 5 h 20 min 06 s |
| 2 | Adrien Buttafocchi | Helyett-Hutchinson | + 2 min 29 s    |
| 3 | Théodore Ladron    | Delangle           | m.t.            |

### 4eétape
29-03-1935. Avignon-Marseille, 205 km.
|   | Cycliste           | Équipe         | Temps           |
| - | ------------------ | -------------- | --------------- |
| 1 | Raymond Louviot    | Genial-Lucifer | 5 h 37 min 58 s |
| 2 | Fernand Mithouard  | Alcyon         | m.t.            |
| 3 | Sylvain Marcaillou | France Sport   | + 2 min 29 s    |

### 5eétape,1ersecteur
30-03-1935. Marseille-Toulon, 71 km. (CRI)
|   | Cycliste           | Équipe             | Temps           |
| - | ------------------ | ------------------ | --------------- |
| 1 | Raoul Lesueur      | Helyett-Hutchinson | 1 h 57 min 56 s |
| 2 | René Vietto        | Helyett-Hutchinson | m.t.            |
| 3 | Adrien Buttafocchi | Helyett-Hutchinson | m.t.            |

### 5eétape,2esecteur
30-03-1935. Toulon-Cannes, 125 km.
|   | Cycliste           | Équipe | Temps           |
| - | ------------------ | ------ | --------------- |
| 1 | Félicien Vervaecke | Alcyon | 3 h 30 min 56 s |
| 2 | Antoine Dignef     | Colin  | +3 min 08 s     |
| 3 | Jean Maréchal      | Colin  | m.t.            |

### 6eétape
31-03-1935. Cannes-Nice, 135 km.
|   | Cycliste           | Équipe             | Temps           |
| - | ------------------ | ------------------ | --------------- |
| 1 | Georges Speicher   | Alcyon             | 3 h 42 min 12 s |
| 2 | Félicien Vervaecke | Alcyon             | + 20 s          |
| 3 | Raoul Lesueur      | Helyett-Hutchinson | + 2 min 15 s    |

## Classements finals

### Classement général
|    | Cycliste           | Équipe             | Temps            |
| -- | ------------------ | ------------------ | ---------------- |
| 1  | René Vietto        | Helyett-Hutchinson | 35 h 23 min 14 s |
| 2  | Antoine Dignef     | Colin              | + 1 min 17 s     |
| 3  | Raoul Lesueur      | Helyett-Hutchinson | + 3 min 27 s     |
| 4  | Léon Level         | Helyett-Hutchinson | + 7 min 33 s     |
| 5  | Adrien Buttafocchi | Helyett-Hutchinson | + 10 min 17 s    |
| 6  | René Le Grevès     | Alcyon             | + 11 min 11 s    |
| 7  | Georges Speicher   | Alcyon             | + 14 min 34 s    |
| 8  | Pierre Magne       | France Sport       | + 15 min 06 s    |
| 9  | Jean Fontenay      | Individuel         | + 18 min 42 s    |
| 10 | Alfons Deloor      | Colin              | + 23 min 00 s    |